# Schizotetranychus tuminicus
Schizotetranychus tuminicus är en spindeldjursart som beskrevs av Ma och Yuan 1982. Schizotetranychus tuminicus ingår i släktet Schizotetranychus och familjen Tetranychidae. Inga underarter finns listade i Catalogue of Life.